# Годелье, Морис
Мори́с Годелье́ (фр. Maurice Godelier; род. 28 февраля 1934, Камбре) — французский антрополог, представитель структуралистского марксизма.

## Биография
Выходец из малообеспеченной католической семьи, был отдан в католический Коллеж Нотр-Дам де Грас де Камбре. На Конгрессе католических интеллектуаловов в Лион два левых священника-доминиканца представили ему запрещённую церковью книгу «Значение марксизма» Анри Дероша («Сам Бог приводил меня к Марксу», — иронично замечал Морис Годелье). Поступил в Высшую нормальную школу, специализируясь в философии и политических науках. В молодости находился под влиянием экзистенциализма. Свою научную карьеру начинал как философ, проводивший больше времени, читая политэкономов или философов «Аристотеля, Маркса, Канта и Гуссерля, чем Дюркгейма и Мосса».
По направлению ЮНЕСКО был направлен в Мали. С 1960 года Годелье по рекомендации ряда учёных, включая Поля Рикёра, работал в Школе высших исследований в социальных науках вместе с Фернаном Броделем и Клодом Леви-Строссом. Получил широкую известность благодаря исследованиям, основанным на полевой работе среди племени баруйя, которую Морис Годелье проводил в 1967—1988 гг. на территории Папуа — Новой Гвинеи. В 1975 г. стал директором по учебной части Высшей школы социальных наук, в 1982—1986 гг. — директором по науке. Активно содействовал реорганизации исследований и преподавания в области социальных и гуманитарных наук во Франции. В 1997—2000 гг. — директор по науке парижского музея на набережной Бранли.

## Признание
- Золотая медаль Национального центра научных исследований — за совокупность научных трудов (2001)
- Huxley Memorial Medal and Lecture[англ.] (2008)

Назывался «одним из ярчайших французских обществоведов, этнографов, антропологов второй половины XX в.» в «Terra Humana».

## Труды
- La notion de «mode de production asiatique» et les schémas marxistes d'évolution des sociétés, Centre d'études et de recherches marxistes, 1964
- Rationalité et irrationalité en économie, François Maspero, 1966
- Sur les sociétés précapitalistes. Textes choisis de Marx, Engels, Lénine, Éditions sociales, 1970
- Horizon, trajets marxistes et anthropologie, François Maspero, 1973
- Un domaine contesté : l’anthropologie économique. Recueil de textes, Mouton, 1974
- Les rapports hommes-femmes: le problème de la domination masculine, CERM, La Condition féminine, Éditions sociales, 1978
- La Production des grands hommes. Pouvoir et domination masculine chez les Baruya de Nouvelle Guinée, Fayard, 1982
- L’Idéel et le matériel : pensée, économies, sociétés, Fayard, 1989
- L'Énigme du don, Fayard, 1996
- Métamorphoses de la parenté, Fayard, 2004
- Au fondement des sociétés humaines. Ce que nous apprend l’anthropologie, Albin Michel, 2007
- Horizons anthropologiques, CNRS, 2009
- Communauté, société, culture: trois clefs pour comprendre les identités en conflits, CNRS, 2009

## Издания на русском языке
- Годелье М. Загадка дара. — М.: Восточная литература, 2007. ISBN 978-5-02-018551-7
- Азиатский способ производства: стимулирующий концепт с ограниченным аналитическим значением // Общество. Среда. Развитие (Terra Humana). 2007. № 1.
- Годелье М. Племена в истории и лицом к лицу с государствами. Перевод. Интервью. Исследование / Пер., предисл., иссл., общ. ред. А. П. Забияко. Пер. интервью О. Н. Кухаренко. — Благовещенск: Амурский гос. ун-т, 2014. — 194 с. — ISBN 978-5-93493-210-8.
- «Мы не верим в верования людей, мы их анализируем»: интервью с Морисом Годелье // Религиоведение. — № 1. 2014. — С. 213—225.